# Troll
 Der er for få eller ingen kildehenvisninger i denne artikel, hvilket er et problem. Du kan hjælpe ved at angive troværdige kilder til de påstande, som fremføres i artiklen.

En troll (på dansk også kaldet internettrold) er et fænomen, der huserer på internettets forskellige debatfora, bl.a. i nyhedsgrupperne (også benævnt Usenet), hvor vedkommende skriver indlæg egnet til at provokere folk og fremkalde en hidsig diskussion. En troll mener ikke nødvendigvis, hvad han skriver; hans primære formål med sine indlæg er ikke at argumentere for en påstand, men at få folk til at hidse sig op og "bide på krogen".
En troll kan ligeledes være en slags "agent" der varetager særlige interesser ved at fremstå som almindelig bruger i en debat men i virkeligheden ønsker at påvirke debatten i en særlig retning.
Det er fra denne praksis, og ikke ved sammenligning med mytologiens trolde, at dette fænomen oprindeligt fik sit navn. Konkret henviser det til det engelske verbum "to troll" (dansk: trolling), der er en fiskemetode, hvor man slæber en krog med påsat madding gennem vandet og venter på, at noget skal bide på; i lystfiskerjargon taler man på dansk om "at dørge". Parallellen til de mere kendte trolde var oplagt, og i dag trækker forestillingerne om trolls i udbredt grad på mytologiens trolde – således ser man ofte, at folk, der svarer på en trolls indlæg, bliver bedt om ikke at "fodre trolden".
En troll anvender som regel en række forskellige metoder til at narre folk. Én metode er at fremsætte en stribe meget skarpt formulerede afvisninger af det fælles værdigrundlag, der findes i en nyhedsgruppe, eksempelvis ved at afvise guders eksistens i en diskussionsgruppe om religiøse spørgsmål. En anden arbejdsmetode er at krydsposte et indlæg til flere grupper, således at svar fra én gruppe kan ses i begge grupper. Her vil en troll så vælge to grupper, hvor deltagerne har meninger og debatformer, der adskiller sig meget fra hinanden, for eksempel en selvhjælpsgruppe for alkoholikere og en gruppe for ølbryggere. Her kan en troll typisk nøjes med et enkelt indlæg, der udfordrer deltagerne i den ene gruppe, hvorefter diskussionen ofte vil udvikle sig eksplosivt.